# Bob Cuspe - Nós Não Gostamos de Gente
Pour plus de détails, voir Fiche technique et Distribution.
Bob Cuspe - Nós Não Gostamos de Gente est un film d'animation brésilien réalisé par Cesar Cabral et sorti en 2021.

## Fiche technique
- Titre original : Bob Cuspe - Nós Não Gostamos de Gente
- Réalisation : Cesar Cabral
- Scénario :
- Décors :
- Costumes :
- Animation :
- Montage :
- Musique :
- Son :
- Producteur : Ivan Melo
- Société de production : Coala Filmes
- Société de distribution : Vitrine Filmes
- Pays d'origine :  Brésil
- Langue originale : portugais brésilien
- Format : couleur
- Genre : Animation
- Durée : 90 minutes
- Dates de sortie :
  - France : 14 juin 2021 (Annecy)

## Distinctions
- 2021 : Prix du long métrage Contrechamp au festival international du film d'animation d'Annecy